# 木炭过滤器
CHARCOAL FILTER（木炭过滤器，日语简称）是日本的摇滚乐团。其成员包括小名川高弘（吉他手），大塚雄三（主唱），安井佑輝（贝斯手），和高野真太郎（鼓手）。于1996年组成，并在1999年11月1日凭单曲《I start again》在日本流行乐界出道。所属唱片公司为Nippon Crown。2007年解散。

## 团员资料
小名川高弘（Takahiro Konagawa，こながわ たかひろ）：吉他手，乐团的队长
- 出生日期：1979年11月30日，千叶县人

大塚雄三（Yuzo Otsuka，おおつか ゆうぞう）：主唱
- 出生日期：1979年8月27日，东京都人

安井佑輝（Yuki Yasui，やすい ゆうき）：贝斯手
- 出生日期：1980年3月5日，东京都人

高野真太郎（Shintaro Takano，たかの しんたろう）：鼓手
- 出生日期：1979年10月20日，东京都人

## 历年作品

### 单曲

"絆"的封面

"White winter song"的封面

1. I start again（1999年11月1日）
2. Life goes on（2000年2月2日）
3. Don't miss it（2000年5月17日）
4. Tightrope（2000年6月21日）
5. 絆 ＜Kizuna＞（2001年3月9日）
6. はじけよう ＜Hajikeyō＞（2001年6月1日）
7. 孤独な太陽 ＜Kodokuna Taiyō＞（2001年9月26日）
8. 卒業 ＜Sotsugyō＞（2002年1月30日）
9. Brand-New Myself ~僕にできること ＜Brand-New Myself ~Boku ni Dekiru Koto＞（2002年5月1日）
10. White winter song（2002年12月11日）
11. やさしさライセンス／BY MY SIDE ＜Yasashisa Licence / BY MY SIDE＞（2003年5月21日）
12. 虹 ＜Niji＞（2003年8月6日）
13. one Days（2004年7月22日）
14. 一人じゃとても歩けない世界の上で ＜Hitori ja Totemo Aruke nai Sekai no Ue de＞（2006年6月7日）

### 专辑

"PANIC POP"的封面

1. Gimme a light（1999年9月17日）
2. Spiky（2000年6月21日）
3. PANIC POP（2001年11月1日）
4. MADE IN Hi-High（2002年9月4日）
5. C☆BEST + Flying Hi-High（2003年7月9日）- 精选专辑
6. HAPPY SET（2003年9月25日）
7. CHARCOAL FILTER（2004年9月23日）
8. Gimme a light 2（2005年5月11日）
9. 心の来た道 ＜Kokoro no Kita Michi＞（2006年2月8日）
10. Everything you know is wrong（2007年1月10日）

### DVD
- CHARCOAL FILTER MEN SOUL（2003年1月1日）
- わくわくチャコールフェア2003をチャコールフィルターと観るDVD ＜Waku Waku Charcoal Fair 2003 o CHARCOAL FILTER to Miru DVD＞（2004年2月21日）
- わくわくチャコールフェア2004をチャコールフィルターと酔うDVD ＜Waku Waku Charcoal Fair 2004 o CHARCOAL FILTER to You DVD＞（2005年3月18日）
- 5th Anniversary Special Live Party at Shibuya O-East（2005年3月18日）
- わくわくチャコールフェア2005 ＜Waku Waku Charcoal Fair 2005＞（2006年3月18日）
- 「2006 心の行く道」ツアーファイナル 2006.5.27 SHIBUYA CLUB QUATTRO ＜"2006 Kokoro no Yuku Michi" Tour Final 2006.5.27 SHIBUYA CLUB QUATTRO＞（2006年7月15日）

### 小名川高弘的专辑
1. The first tears（2006年7月19日）